# پارک ملی ویلساندی
پارک ملی ویلساندی (استونیایی: Vilsandi rahvuspark) یک پارک ملی و منطقه حفاظت‌شده دریایی در شهرستان ساره، استونی است که در سال ۱۹۵۷ ایجاد شده و ۲۴۱ کیلومتر مربع وسعت دارد.

## نگارخانه

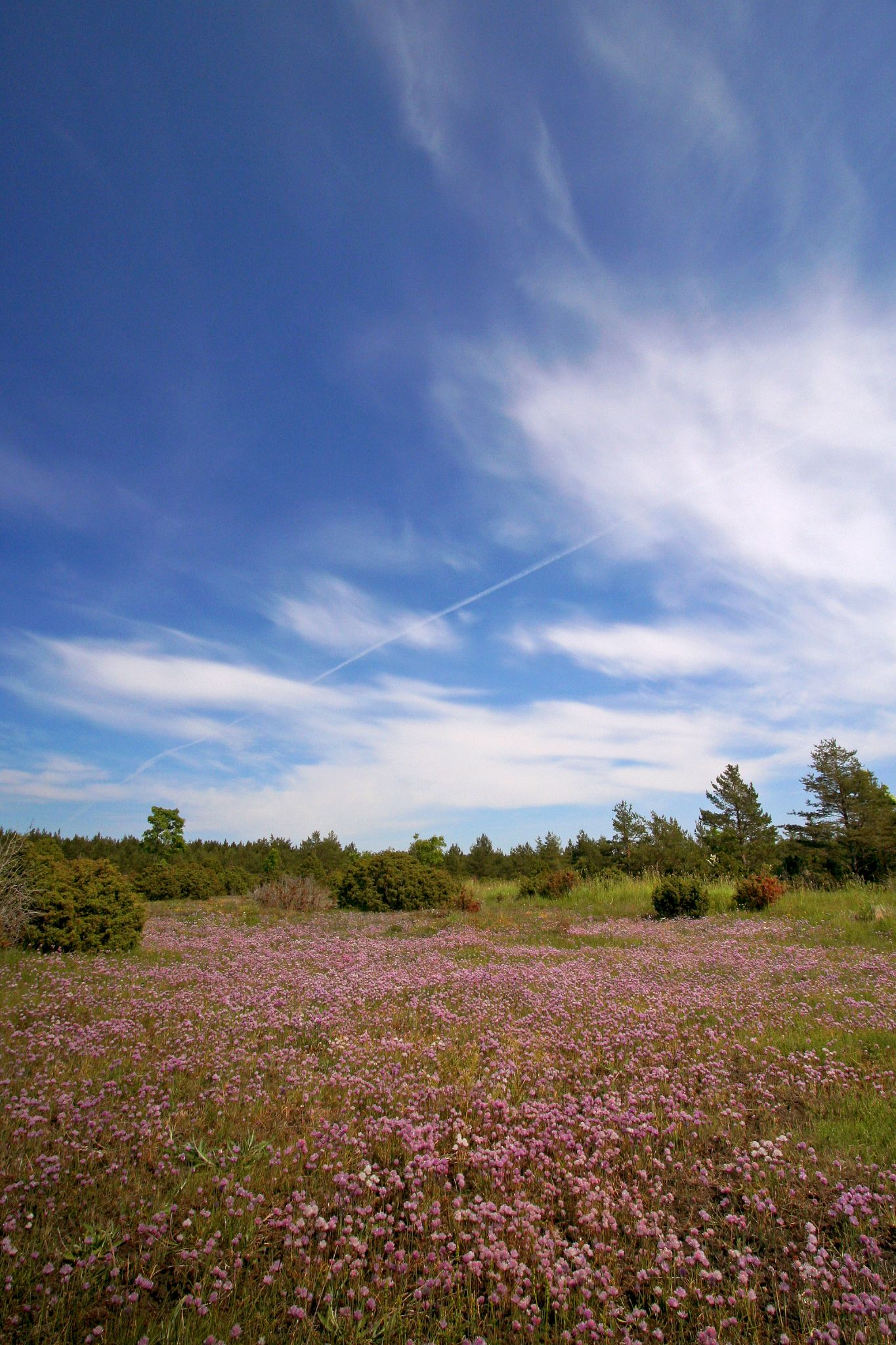
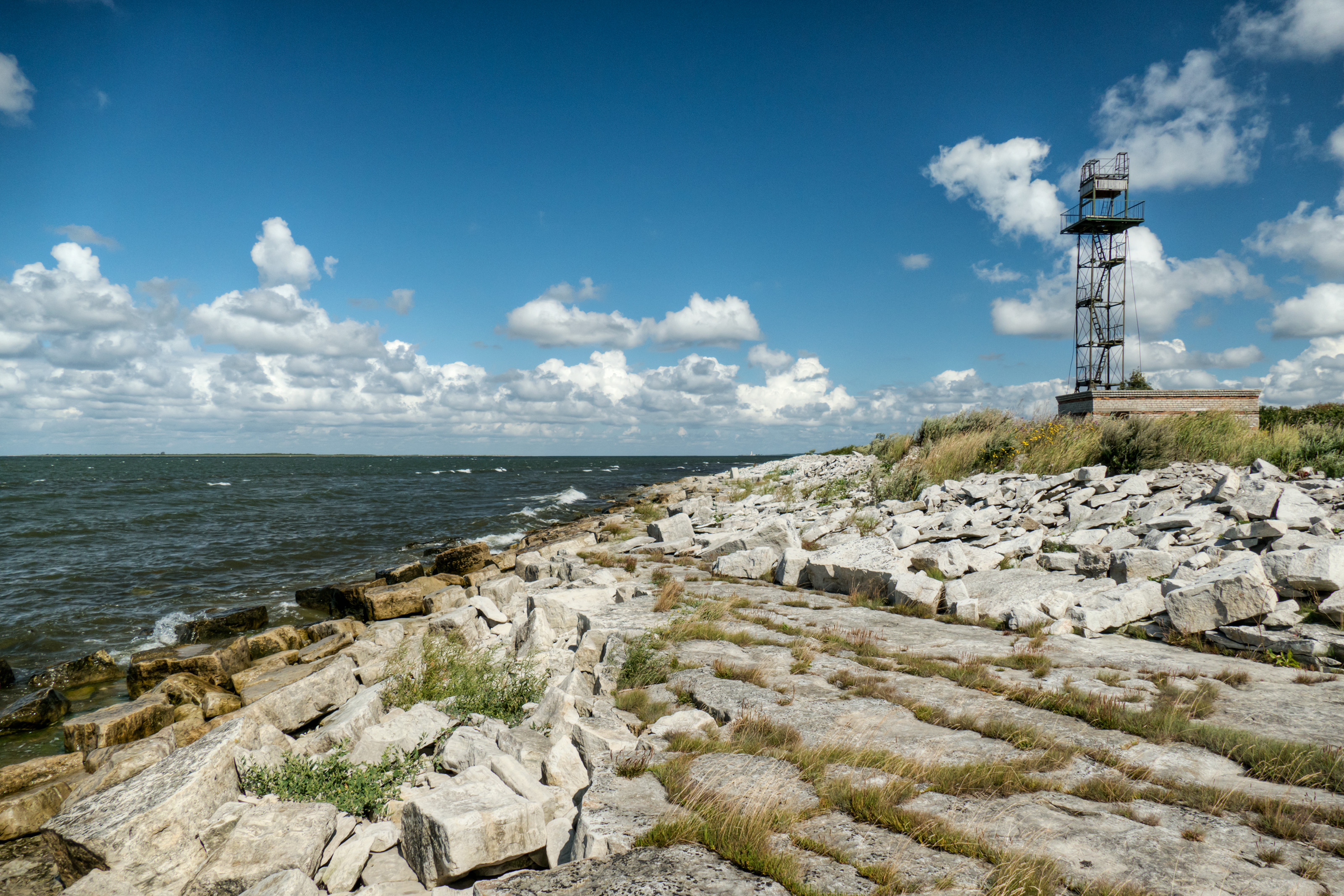
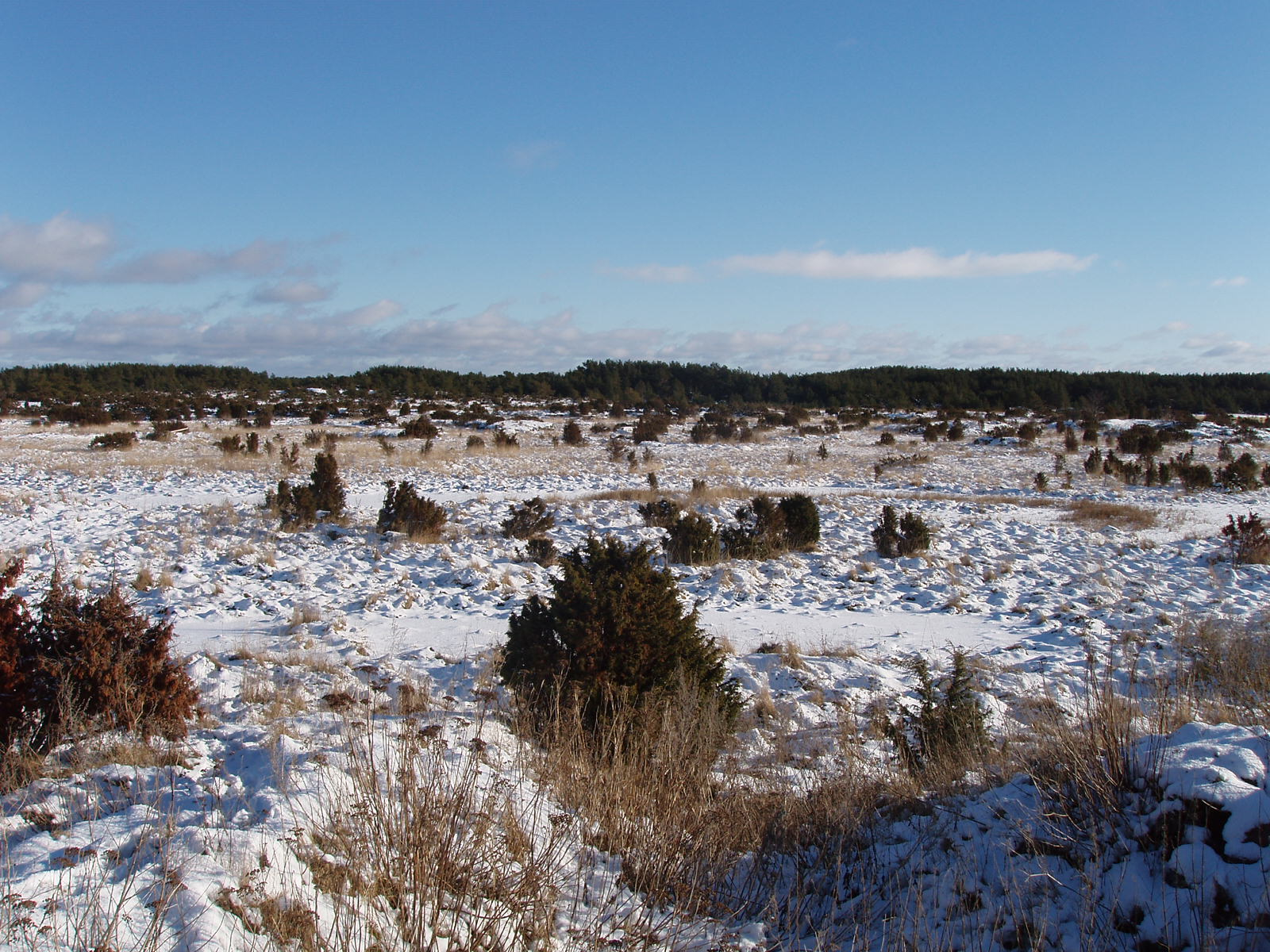
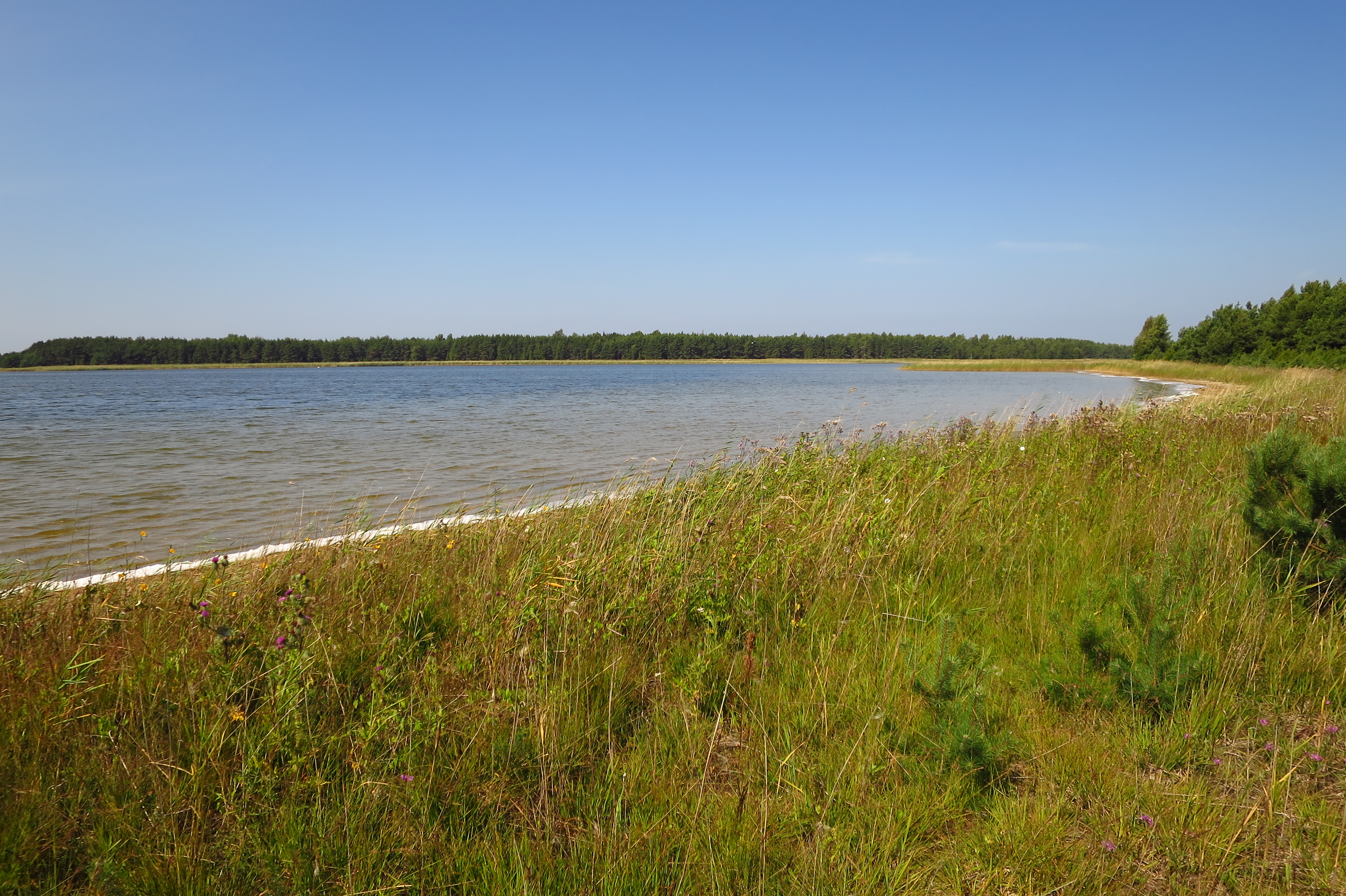